# IC 2329
IC 2329 је спирална галаксија у сазвјежђу Рак која се налази на листи објеката дубоког неба у Индекс каталогу.
Деклинација објекта је + 19° 24' 56" а ректасцензија 8h 22m 19,4s. Привидна величина (магнитуда) објекта IC 2329 износи 14,2 а фотографска магнитуда 14,8. IC 2329 је још познат и под ознакама UGC 4365, MCG 3-22-5, CGCG 89-8, PGC 23483.